# Lejeunea alatiflora
Lejeunea alatiflora là một loài Rêu trong họ Lejeuneaceae. Loài này được (Stephani) Duss mô tả khoa học đầu tiên năm 1903.